# Grand Prix Formule 1 van de Verenigde Staten 1977
De Grand Prix Formule 1 van de Verenigde Staten 1977 werd gehouden op 2 oktober 1977 op Watkins Glen International.

## Uitslag
| Positie | Nummer | Rijder                | Team               | Ronden | Tijd/Opgave   | Startplaats | Punten |
| ------- | ------ | --------------------- | ------------------ | ------ | ------------- | ----------- | ------ |
| 1       | 1      | James Hunt            | McLaren-Ford       | 59     | 1:58:23.267   | 1           | 9      |
| 2       | 5      | Mario Andretti        | Lotus-Ford         | 59     | + 0:02.026    | 4           | 6      |
| 3       | 20     | Jody Scheckter        | Wolf-Ford          | 59     | + 1:18.879    | 9           | 4      |
| 4       | 11     | Niki Lauda            | Ferrari            | 59     | + 1:40.615    | 7           | 3      |
| 5       | 22     | Clay Regazzoni        | Ensign-Ford        | 59     | + 1:48.138    | 19          | 2      |
| 6       | 12     | Carlos Reutemann      | Ferrari            | 58     | + 1 Ronde     | 6           | 1      |
| 7       | 26     | Jacques Laffite       | Ligier-Matra       | 58     | + 1 Ronde     | 10          |        |
| 8       | 24     | Rupert Keegan         | Hesketh-Ford       | 58     | + 1 Ronde     | 20          |        |
| 9       | 16     | Jean-Pierre Jarier    | Shadow-Ford        | 58     | + 1 Ronde     | 16          |        |
| 10      | 30     | Brett Lunger          | McLaren-Ford       | 57     | + 2 Ronden    | 17          |        |
| 11      | 18     | Hans Binder           | Surtees-Ford       | 57     | + 2 Ronden    | 25          |        |
| 12      | 7      | John Watson           | Brabham-Alfa Romeo | 57     | + 2 Ronden    | 3           |        |
| 13      | 28     | Emerson Fittipaldi    | Fittipaldi-Ford    | 57     | + 2 Ronden    | 18          |        |
| 14      | 4      | Patrick Depailler     | Tyrrell-Ford       | 56     | + 3 Ronden    | 8           |        |
| 15      | 9      | Alex Ribeiro          | March-Ford         | 56     | + 3 Ronden    | 23          |        |
| 16      | 3      | Ronnie Peterson       | Tyrrell-Ford       | 56     | + 3 Ronden    | 5           |        |
| 17      | 25     | Ian Ashley            | Hesketh-Ford       | 55     | + 4 Ronden    | 22          |        |
| 18      | 27     | Patrick Neve          | March-Ford         | 55     | + 4 Ronden    | 24          |        |
| 19      | 19     | Vittorio Brambilla    | Surtees-Ford       | 54     | + 5 Ronden    | 11          |        |
| NF      | 15     | Jean-Pierre Jabouille | Renault            | 30     | Alternator    | 14          |        |
| NF      | 6      | Gunnar Nilsson        | Lotus-Ford         | 17     | Ongeluk       | 12          |        |
| NF      | 8      | Hans Joachim Stuck    | Brabham-Alfa Romeo | 14     | Ongeluk       | 2           |        |
| NF      | 10     | Ian Scheckter         | March-Ford         | 10     | Ongeluk       | 21          |        |
| NF      | 2      | Jochen Mass           | McLaren-Ford       | 8      | Brandstofpomp | 15          |        |
| NF      | 14     | Danny Ongais          | Penske-Ford        | 6      | Ongeluk       | 26          |        |
| NF      | 17     | Alan Jones            | Shadow-Ford        | 3      | Ongeluk       | 13          |        |
| NQ      | 23     | Patrick Tambay        | Ensign-Ford        |        |               |             |        |

## Statistieken
| Pole-position | James Hunt      | McLaren-Ford | 1:40.863 |
| Snelste ronde | Ronnie Peterson | Tyrrell-Ford | 1:51.85  |

## Noot
- Dit was het debuut van de Amerikaanse coureur Danny Ongais.
- Eerste rondes als raceleider voor Hans-Joachim Stuck.
- Tiende podiumplaats voor Mario Andretti.
- Dit was de 250ste podiumplaats voor een Britse coureur en de 25ste podiumplaats voor een Zuid-Afrikaanse coureur.

Grand Prix Formule 1 van de Verenigde Staten: 1908 · 1910 · 1911 · 1912 · 1914 · 1915 · 1916 · 1959 · 1960 · 1961 · 1962 · 1963 · 1964 · 1965 · 1966 · 1967 · 1968 · 1969 · 1970 · 1971 · 1972 · 1973 · 1974 · 1975 · 1976 · 1977 · 1978 · 1979 · 1980 · 1989 · 1990 · 1991 · 2000 · 2001 · 2002 · 2003 · 2004 · 2005 · 2006 · 2007 · 2012 · 2013 · 2014 · 2015 · 2016 · 2017 · 2018 · 2019 · 2021 · 2022 · 2023 · 2024 · 2025 · 2026

Indianapolis 500: 1950 · 1951 · 1952 · 1953 · 1954 · 1955 · 1956 · 1957 · 1958 · 1959 · 1960

Grand Prix Formule 1 van de Verenigde Staten West: 1976 · 1977 · 1978 · 1979 · 1980 · 1981 · 1982 · 1983

Grand Prix Formule 1 van Las Vegas: 1981 · 1982 · 2023 · 2024 · 2025

Grand Prix Formule 1 van de Verenigde Staten Oost: 1982 · 1983 · 1984 · 1985 · 1986 · 1987 · 1988

Grand Prix Formule 1 van Dallas: 1984

Grand Prix Formule 1 van Miami: 2022 · 2023 · 2024 · 2025 · 2026 · 2027 · 2028 · 2029 · 2030 · 2031